# Estación Embajador Martini
Embajador Martini es una estación ferroviaria ubicada en la localidad homónima, Departamento Realicó, Provincia de La Pampa, Argentina.

## Ubicación
La estación se encuentra a 571,9 km de la Estación Once.

## Servicios
No presta servicios de pasajeros. Sus vías están concesionadas a la empresa de cargas Ferroexpreso Pampeano